# Abtei

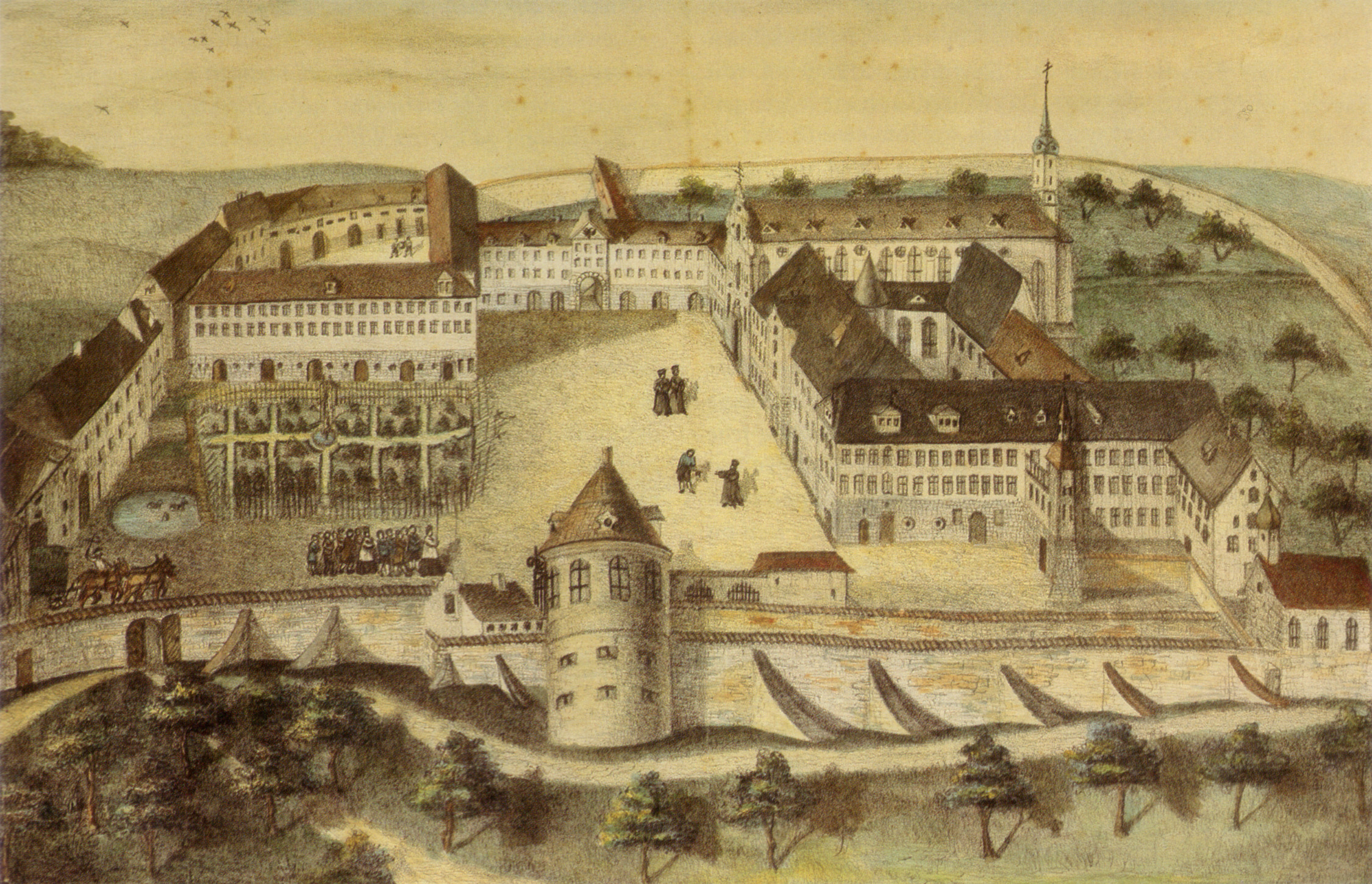
Reichsabtei Elchingen

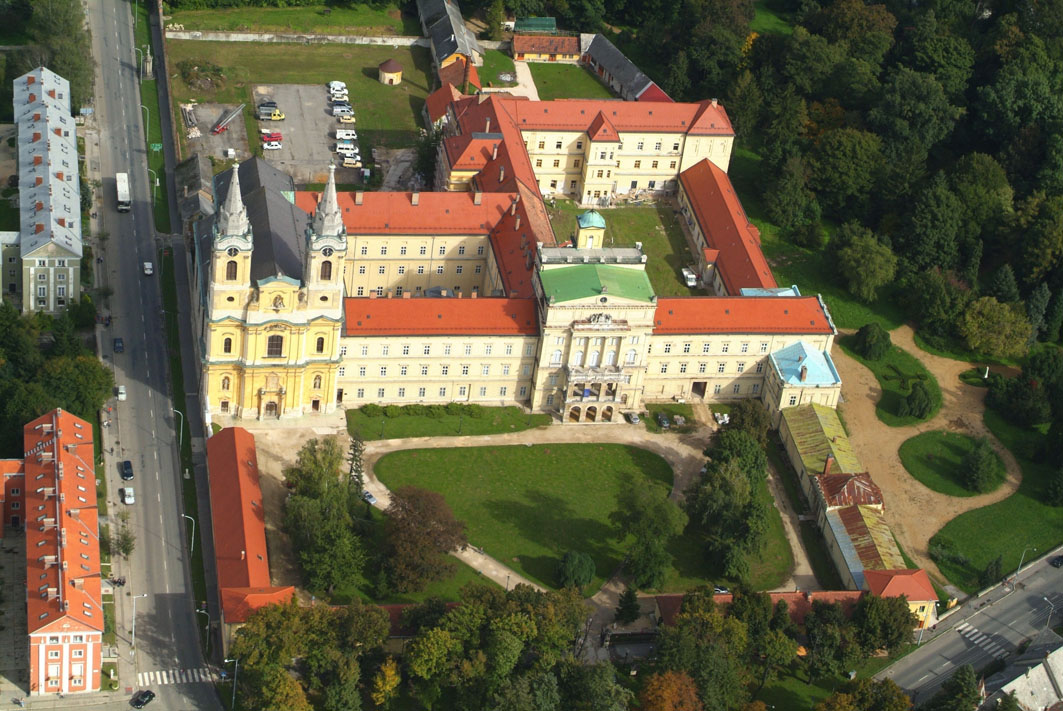
Zisterzienser-Kloster Zirc, Ungarn

Eine Abtei (von lateinisch abbatia) ist ein Kloster, dem regulär ein Abt oder eine Äbtissin vorsteht.

## Abteien
Für gewöhnlich besitzen lediglich die monastischen Orden und Regularkanoniker der katholischen Kirche Klöster im Range einer Abtei. Eine Ausnahme bildet hier die Abtei St. Thomas in Alt Brünn der Augustiner (OSA). Propsteien der Regularkanoniker, denen ein infulierter Propst vorsteht, sind den Abteien rechtlich gleichgestellt.
Für die Erhebung eines Klosters zur Abtei durch den Heiligen Stuhl müssen bestimmte kirchenrechtliche Voraussetzungen erfüllt sein (z. B. eine bestimmte Mindestanzahl von Mönchen bzw. Nonnen). Wird ein Kloster in den Rang einer Abtei erhoben, so kann der Konvent einen Abt beziehungsweise eine Äbtissin wählen.
Der Abt und die Äbtissin erhalten keine sakramentale Weihe, sondern bei ihrer Einsetzung ins Amt eine Abtsbenediktion, die umgangssprachlich auch als „Abts- bzw. Äbtissinnenweihe“ bezeichnet wird und zu den Sakramentalien zählt.

### Abteien mit herausgehobener kirchenrechtlicher Stellung
Besonders bedeutende Abteien, oft die Stammklöster einer benediktinischen Kongregation, tragen den Titel Erzabtei; in Deutschland die Erzabteien Beuron und St. Ottilien. In Österreich die Erzabtei St. Peter, die den Titel als besondere Auszeichnung erst seit Anfang des 20. Jahrhunderts trägt. Der Vorsteher einer Erzabtei ist ein Erzabt.
Innerhalb des Zisterzienserordens heißen die vier Klöster La Ferté (1113), Pontigny (1114), Clairvaux (1115) und Morimond (1115) Primarabteien, weil sie von dem Ursprungskloster der Zisterzienser Citeaux als erste Tochterklöster gegründet wurden.
In der Regel unterliegen die Abteien nicht dem Ortsordinarius, sondern direkt dem Heiligen Stuhl und gelten somit als exemt. Einige Abteien bilden – historisch bedingt – eine eigene Teilkirche innerhalb der Katholischen Kirche. In diesen Territorialabteien besitzt der Abt die volle Jurisdiktion, wie auch ein Bischof, über das Territorium der Abtei, jedoch mit Ausnahme der Weihegewalt. In den letzten Jahrzehnten wurden die Territorialabteien seitens des Heiligen Stuhles stark reduziert, sodass diese zwar den Titel behalten dürfen, das Gebiet jedoch oft nur noch aus dem Kloster selbst besteht.

### Reichsabteien und Fürstabteien
Im Heiligen Römischen Reich Deutscher Nation hießen Abteien, die direkt dem Kaiser unterstanden, Reichsabteien.
Eine Fürstabtei war eine Abtei mit Rechten eines (souveränen) Fürstentums und mit einem Fürstabt als Vorsteher, z. B. die Abtei Prüm.

## Priorate
Eine Niederlassung dieser Orden, die nicht im Rang einer Abtei steht, wird Priorat (prioratus simplex, einfaches Priorat) genannt. Es finden sich auch die lateinischen Bezeichnungen abbatiola, cella, monasteriolum und praepositura. Priorate sind in der Regel von einer Mutterabtei rechtlich und finanziell abhängig. Üblicherweise sind Tochtergründungen von Abteien – bei den Zisterziensern Filiation genannt – zunächst Priorate.
Ein Priorat, das rechtlich selbständig ist, ohne zur Abtei erhoben worden zu sein, wird als Konventualpriorat (prioratus conventualis, Priorat mit einem Konvent) bezeichnet. Es ist rechtlich der Abtei gleichgestellt, somit steht einem Konventualpriorat die freie Wahl seines Priors zu und es kann ein eigenes Noviziat einrichten.

## Gebäude
Abtei wird zuweilen und (wo vorhanden) im Besonderen auch das Haus oder der eigene Wohntrakt des Abtes oder der Äbtissin genannt. Andere Bezeichnungen dafür sind Abtshaus oder auch Prälatur. Die Bezeichnung umfasst dann die Wohnräume des oder der Oberen und häufig auch die Repräsentationsräume, meist eine eigene Kapelle, manchmal einen eigenen Kreuzgang, den sogenannten Abtshof und zuweilen auch einen eigenen Garten.